# I. Péter kasztíliai király
I. (Kegyetlen, vagy Igazságos) Péter (Burgos, 1334. augusztus 30. – Montiel, 1369. március 23.) kasztíliai és leóni király (1350–1366, 1367–1369), aki a királyságok utolsó uralkodója volt az Ivreai-Burgundiai házból, XI. Alfonz (1311–1350) kasztíliai és leóni király fia és utóda. I. Péter édesanyja, XI. Alfonz második felesége volt, Portugáliai Mária (1313–1357) királyné, IV. Alfonz portugál királynak (Burgundiai-ház) és feleségének, Kasztíliai Beatrix (1293–1353) királynénak a leánya.

## Élete és uralkodása

### A kasztíliai belviszályok időszaka (1350–1355)
Kortársai szörnyetegnek írták le I. Pétert, a későbbi forrásokban viszont az igazság keménykezű bajnoka, ezért ilyen ellentmondóak a király jelzői. Uralkodására az volt a jellemző, hogy állandósultak a közte, és elsősorban a féltestvérei – apjának a házasságon kívül született fiai – közötti küzdelmek.
1350-ben – Péternek az apja váratlan halálát követő trónra lépésekor – , úgy tűnt, hogy nyugodt időszak kezdődött Kasztíliában. Ténylegesen Mária, az anyakirályné, és I. Péter nevelője, tanácsadója, bizalmasa, a kegyencének tekinthető, portugál származású João Afonso de Albuquerque (Juan Alfonso de Alburquerque /1305–1354/), Alburquerque ura, gyakorolták a hatalmat. A nyugalom azonban csak látszólagos volt.
I. Péter, még 1350-ben, súlyosan megbetegedett. A király halála esetén nem lett volna hiány trónkövetelőkben, akik – fellépésük esetén – az igényüket ne tudták volna alátámasztani:
- XI. Alfonznak tíz gyermeket szült a szeretője, Eleonóra (Leonor Núñez de Guzmán) (1310–1351), Medina Sidonia úrnője, aki XI. Alfonz életében óriási befolyással rendelkezett a királyi udvarban. Gyermekeikre Alfonz sokkal több figyelmet fordított, mint a házasságából született, törvényes utódra, Péterre. A fiaik közül Henrik (1333? /1334?/ – 1379), akit az apja Trastámara grófjává tett, valamint ikertestvére, Frigyes (Frigyes Alfonz) (1333? /1334?/ – 1358), aki Szent Jakab (Santiago) Lovagrend nagymestere lett, már az apjuk halálakor jelentős személyek voltak.
- Henrik gróf jegyese, Johanna Mánuel (Juana Manuel de Villena y Núñez de Lara) (1339–1381) hercegnő, és a bátyja, Ferdinánd Mánuel (Fernando Manuel de Villena y Núñez de Lara) (1332?–1350), Villena hercege, akik szintén az Ivreai-Burgundiai házból származtak.
- Aragóniai Ferdinánd (1329–1363) infáns és testvére, Aragóniai János (1330–1358) infáns, I. Péternek az unokatestvérei.
- Juan Núñez de Lara (1313/1315–1350), Lara és Vizcaya ura (aki hosszú ideig a nemesség XI. Alfonzzal szemben álló részének a vezére volt), az Ivreai-Burgundiai házból származott; akárcsak a felesége, María Díaz de Haro (?–1348), Vizcaya úrnője.
Mária anyakirályné és Albuquerque azonban gyorsan felléptek. Már 1350-ben, arra gyanakodva, hogy Leonor Núñez de Guzmán összeesküvést szervez, elfogatták, és Sevillában őrizték. Vele volt Johanna Mánuel hercegnő, Henrik gróf jegyese. Az elzárás ellenére, még ebben az évben, titokban, Henrik gróf feleségül vette a jegyesét. Mária anyakirályné és Albuquerque a titkos esküvő megtartását Leonor terhére rótták, és Carmona várában fogságba vetették, de Henrik grófnak sikerült elmenekülnie, Asztúriába.
Még 1350-ben, mind Juan Núñez de Lara, mind az unokatestvére, Ferdinánd Mánuel, Villena hercege, váratlanul meghaltak; egyesek szerint I. Péter megmérgeztette őket, noha korabeli forrásokban nincs ilyen állítás.
Mária anyakirályné 1351-ben, Talavera de la Reinában, meggyilkoltatta Leonor Núñez de Guzmánt, Albuquerque nem szállt szembe a királynéval. Henrik gróf ekkor tovább menekült, mégpedig Portugáliába. I. Péter – állítólag – csak utólag szerzett tudomást a gyilkosságról. A portugál uralkodó, IV. Alfonz király – I. Péter anyai nagyapja –, elérte az unokájánál azt, hogy Henrik hazatérhessen. Henrik azonban, a kasztíliai elégedetlenekkel összefogva, 1352-ben fellázadt I. Péter ellen, az öccsével, Tellóval (1337–1370) együtt. I. Péter leverte a felkelést, de meg kellett bocsátania a féltestvéreinek. Az uralkodó azonban az ellene fordult Alfonso (Alonso) Fernández Coronelnek (?–1353), Montalbán urának, nem bocsátott meg: 1353. februárban, Aguilar de la Frontera elfoglalása után, kivégeztette.
A király kegyencének tekinthető Albuquerque környezetében élt María de Padilla (1334 körül – 1361), kasztíliai nemes hölgy. I. Péter és María szerelemre lobbantak, és – szinte biztosra vehetően – titokban összeházasodtak, az anyakirályné és Albuquerque tudta nélkül, még 1353. június előtt. Ez I. Péter és Albuquerque közötti szakításhoz vezetett. Albuquerque elképzelése ugyanis az volt, hogy Kasztíliának Franciaországgal kell szövetségre lépnie. Ennek érdekében elérte azt, hogy I. Péter, 1353. június 3-án, házasságot kötött Bourbon Blanka (1339–1361) hercegnővel, I. Péternek (1311–1356), Bourbon hercegének a leányával. A házasság megkötését botrány követte: A házasságot nem hálták el, továbbra is María de Padilla maradt a király a kedvese. I. Péter Blankát – tulajdonképpen fogolyként – Arévalo várába küldte, az édesanyját pedig haza, Portugáliába. A történtek miatt Albuquerque felháborodottan szakított a királlyal, és – tartva Pétertől – Portugáliába ment. A birtoka, Alburquerque városa, ellenállt a király támadásának, a visszavonuló uralkodó – Henrik gróffal és ikertestvérével, Frigyessel – hiába ostromoltatta a várost.
1354-ben I. Péter – átmenetileg elhidegülve María de Padillától – új kapcsolatot alakított ki. Szerelmes lett Juana de Castro (?–1374), galíciai nemes hölgybe. I. Péter 1354 tavaszán házasságot kötött Juana (Johanna) de Castróval, elérte azt, hogy két kasztíliai püspök, Juan Lucero (?–1362), Salamanca püspöke, és Gonzalo de la Torre (?–1359?), Ávila püspöke tanúsították azt, hogy érvénytelen volt a Blankával kötött házassága.
A házasságkötéssel szinte egyidejűleg tudta meg I. Péter, hogy féltestvérei, Henrik és Frigyes, megegyezve a Portugáliából visszatért Albuquerquével, ellene fordultak, és az öccsük, Tello, valamint Aragóniai Ferdinánd és Aragóniai János infánsok, továbbá az édesanyjuk, Eleonóra királyné is csatlakoztak hozzájuk. I. Péter a felkelők ellen indult, elhagyta Juana de Castrót, akihez már soha nem tért vissza, és ismét María de Padilla lett a király kedvese, ezért Juana testvére, Fernán Ruiz de Castro (?–1377), Lemos grófja is a felkelőkhöz csatlakozott.  A király Blankát Toledóba vitette, és María de Padilla rokonának az őrizetére bízta. A város polgárai – és az itt élő nemesek – körében azonban felháborodást keltett Blanka sorsa, és a király eljárása; Toledo fellázadt az uralkodó ellen.
Albuquerque, aki a felkelés vezérének volt tekinthető, 1354. októberben, váratlanul meghalt. Állítólag I. Péter megmérgeztette. A felkelők azonban, még 1354-ben, győztek:  I. Péter – a később elnéptelenedett – Tejadillo község mellett, amely  nagyjából egyforma távolságra feküdt Torotól és Morales de Torótól, hiába találkozott a rebellisek – már említett – prominenseivel, találkozásuk eredménytelen volt. A király – a Portugáliából korábban szintén visszatért – anyjára, Mária királynéra bízta Toro városát, kincseivel együtt. I. Péter úgy gondolta, biztonságát az szolgálja, ha párjának, María de Padillának a birtokára, Urueña várába távozik. Azonban alig hagyta el Torót, az anyakirályné, a fia távozásáról, már értesítette a felkelők vezéreit; a fiával szemben az ő oldalukra állt. A küzdelem ezzel eldőlt, az Urueña felé tartó király megadta magát a felkelőknek, akik visszakísérték Toróba, és féltestvére, Frigyes nagymester gondoskodott az őrizetéről.
A felkelők győzelme csak átmeneti, tiszavirág életű siker volt. I. Péter féltestvérei és az aragóniai infánsok között szinte azonnal nézeteltérések keletkeztek, ami megosztotta a felkelőket, és a királynak hamarosan, még 1354. decemberben, amikor solymászat ürügyén elhagyta Torót, sikerült megszöknie; állítólag a féltestvérei közül Tello segített is neki a szökésben. I. Péter Segoviába ment, és a hatalmat ismét magához ragadta.
Az 1355-ös esztendő interdiktumot hozott Kasztíliának. VI. Ince (1282–1362) pápa egyházi átokkal sújtotta I. Pétert, María de Padillát, Juana de Castrót, és támogatóikat, a pápai brévét, minden bizonnyal, III. Bernát (?–1358?), a franciaországi Senez püspöke vitte Kasztíliába.  Az egyházi átok nem hozta meg a kívánt eredményt. I. Péter bosszúhadjáratot indított az előző évi felkelés résztvevői ellen. 1355. májusban visszafoglalta a lázadóktól Toledót; Blanka továbbra is fogságban maradt; most már Sigüenza erős várában őrizték. Henrik gróf igyekezett távol maradni a királytól, előbb Galíciába, majd, valószínűleg 1356-ban, a Blankával való bánásmód miatt az I. Péterre neheztelő franciákhoz menekült. A felesége, Johanna Mánuel, azonban I. Péter fogságába esett, akárcsak Henrik ikertestvére, Frigyes, amikor, 1356. januárban, Mária anyakirályné kénytelen volt a körülzárt Torót feladni a fiának, aki őt végleg visszaküldte Portugáliába; az 1354. évi felkelés ezzel teljesen elbukott.

### A kasztíliai-aragóniai háború és a kasztíliai polgárháború időszaka (1356–1369)
I. Péter 1356-ban megtámadta Aragóniát, mert IV. Péter király nem volt hajlandó kiadni az Aragóniába menekült kasztíliaiakat. A „két Péter háborújának” nevezett harcok – amelyek a királyságok határvidékeinek kölcsönös feldúlásával kezdődtek – megszakításokkal ugyan, de 1369-ig tartottak.
IV. Péter Franciaországból Aragóniába hívta Henrik grófot, aki a király szolgálatába szegődött. Henrik feleségét, Johanna Mánuelt megszöktették fogságból. I. Péter úgy érezte, csak árulók veszik körbe, és ismét véres megtorlásokba kezdett. 1358-ban I. Péter meggyilkoltatta Henrik gróf ikertestvérét, Frigyest. Henrik testvérének, Tellónak, sikerült elmenekülnie, de felesége, Juana de Lara (Juan Núñez de Lara elsőszülött leánya) a király fogságában maradt. I. Péter, még 1358-ban, megölette IV. Péter aragóniai király féltestvérét, Aragóniai János infánst is. 1359-ben a két aragóniai infáns édesanyját, Kasztíliai Eleonóra királynét, I. Péter bosszúból meggyilkoltatta, mert Ferdinánd infáns IV. Péter oldalára állt; valamint megölette Juana de Larát, Tello feleségét is.
1359. júniusban, Barcelona előtt, a IV. Péter király, valamint Bernat de Cabrera (?–1368), Osona grófja, és Hug de Cardona (Hugo Folch de Cardona) (1328–1400), Cardona grófja, vezérelte aragóniai hajóhad legyőzte a kasztíliai flottát, amelynek fővezére Egidio Boccanegra (?–1367), genovai születésű hajós, Kasztília tengernagya volt. A kasztíliaiak további parancsnokai García Álvarez de Toledo (?–1370), a Szent Jakab Lovagrend nagymestere, Diego García de Padilla (?–1368), a Calatrava Lovagrend nagymestere, María de Padilla testvére, valamint Pero (Pedro) López de Ayala (1332–1407) (a korszak kiváló történetírója) voltak. 1359. szeptemberben a Henrik gróf vezette aragóniai sereg, Araviana mellett, legyőzte a Juan Fernández de Hinestrosa (?–1359) vezette kasztíliai sereget, a csatában kapott sebeibe a kasztíliai vezér belehalt (leánya, María, a király kedvese volt). I. Péter, bosszúból, még 1359-ben, kivégeztette Jánost és Pétert, Henrik grófnak és Tellónak az öccseit, akik már évek óta a király fogságában raboskodtak. A kasztíliai uralkodó bosszúja azonban – akárcsak korábban – most sem csak a királyi családok tagjait érte el, hanem nemeseket, polgárokat és papokat is.
Henrik gróf és Bernat de Cabrera, Osona grófja, 1360 elején, Aragóniából betörtek Kasztíliába, és elfoglalták Nájera városát. I. Péter először Gutierre Fernández de Toledo (?–1360), Anamella ura vezetésével küldött ellenük csapatokat, majd később, Burgosból, az I. Péter irányította kasztíliai sereg is elindult Henrik gróf ellen. A város előtt, 1360. április 24-én megvívott, első nájerai csatában, I. Péter győzött Henrik gróf ellen, aki a csata elvesztése után a városba menekült. I. Péter nem ostromolta meg Nájerát, hanem hirtelen, szinte érthetetlenül, elvonult a város alól, San Domingo (Santo Domingo de la Calzada) felé. Állítólag ez azért történt, mert egy idős szerzetes, akit a jóslata után I. Péter máglyán megégetett, még az ütközet előtt, megjósolta a királynak azt, hogy a féltestvére, Henrik gróf fogja őt megölni. Henrik gróf és Osona grófja azonnal kihasználták a lehetőséget, elhagyták Nájerát, és visszatértek Aragóniába (1360. májusban már ott is voltak). I. Péter, értesülve a grófok meneküléséről, meggondolta magát, utánuk indult, Logroño városáig haladt a seregével. Ott találkozott VI. Ince (1282–1362) pápa legátusával, Guillaume de La Jugie (1317–1374) kardinálissal, aki a királynál elérte azt, hogy ne folytassa a harcot a féltestvére ellen, ne üldözze a menekülőket; I. Péter el is vonult délre, Sevillába, majd, még 1360-ban, a Henrik gróf ellen először küldött csapatokat vezérlő Gutierre Fernández de Toledót kivégeztette; testvérének, Blas (Vasco) Fernández de Toledónak (?–1372), Toledo érsekének, Portugáliába kellett menekülnie. A kasztíliai és az aragóniai király, 1361-ben, a pápai legátus, Guillaume de La Jugie kardinális közreműködésével, békét kötöttek. IV. Péter ekkor feladta Henrik gróf támogatását (aki Franciaországba ment, immár már másodszor), és Aragóniai Ferdinánd infáns támogatását is (aki Katalóniába húzódott vissza). I. Péter ebben az évben (1361) Isabel de Larát, az 1358-ban meggyilkolt Aragóniai János infáns özvegyét (Juan Núñez de Lara másodszülött leányát) gyilkoltatta meg. Az uralkodáshoz a királynak egyre több pénzre volt szüksége, ezért 1361-ben megölette a kincstárnokát, Samuel ha Lévít is, akinek a vagyonát elkobozta.
1361-ben Blanka királyné meghalt, fogságban. Elterjedtek olyan hírek, hogy I. Péter (illetve María de Padilla) megmérgeztette Blankát. Azonban Blanka halála után pár héttel, betegségben, María de Padilla is meghalt. I. Péter 1362-ben, a Cortes (a rendi gyűlés) előtt kijelentette azt, hogy – még Bourbon Blankával kötött házassága előtt –, feleségül vette María de Padillát, és a tőle 1359-ben született fiát, Alfonzt tette meg az örökösének, de a kisfiú, betegségben, talán pestisben, még ebben az évben meghalt.
Az Aragóniával kötött béke nem bizonyult tartósnak, és már 1363-ban kiújultak a harcok Kasztília és Aragónia között. IV. Péter ezért Henrik grófot, még 1363-ban, visszahívta Franciaországból, akivel Monzónban szövetséget kötött. Megállapodtak abban, hogy I. Pétert megfosztják a tróntól, és Henrik gróf lesz az új kasztíliai király. IV. Péter féltestvére, Aragóniai Ferdinánd infáns, felháborodott mind a megállapodáson, mind a mellőzésén. IV. Péter ezért elhatározta az elfogatását, ám az infáns ellenállt, és az összecsapásban Henrik gróf emberei megölték őt.
1366 tavaszán fordulat következett be a háborúban: Henrik gróf a híres francia hadvezér, Bertrand du Guesclin (1320 körül – 1380) vezette zsoldossereggel bevonult Kasztíliába, I. Péter menekült előle. 1366. márciusban, Calahorrában, Henrik grófot Kasztília és León királyává kiáltották ki, II. Henrik néven, majd Burgosban meg is koronázták. Ő volt a Trastámara-ház első uralkodója.
II. Henrik hívei hatásos pletykákat terjesztettek el. Egyrészt azt híresztelték, hogy Granada mór uralkodója segítséget akar adni I. Péternek, sőt a király át akar térni az iszlámra. II. Henrik támogatói azonban azt is terjesztették, hogy az uralkodó valójában nem is XI. Alfonz királynak és Mária királynénak a fia, mivel az „igazi” I. Péter meghalt csecsemőkorában, és egy zsidó származású kisfiút csempésztek a helyére, ezek azonban kitalált történetek voltak.
I. Péter először Portugáliába akart távozni. A kincseivel előre küldött hajót Egidio Boccanegra, Kasztília tengernagya, aki átállt II. Henrik oldalára, elfogta. I. Péter portugál király azonban nem fogadta be a kasztíliai uralkodót, aki ezért az ekkor zajló százéves háborúban az angolok uralta dél-franciaországi tartományba, Guyenne-be ment. Útközben, 1366. júniusban, a híres kegyhelyen, Santiago de Compostelában, a katedrálisban, az oltár előtt, I. Péter emberei meggyilkolták Suero Gómez de Toledo (?–1366) érseket, de a király később azt állította, nem volt része az általa gyűlölt főpap megölésében. 1366. szeptemberben, Libourne városában, I. Péter segítségnyújtásról állapodott meg a Plantagenêt-házból származó Eduárd (1330–1376) walesi herceggel, III. Eduárd (1312–1377) angol király fiával, a kitűnő hadvezérrel, akit Fekete Hercegnek is neveztek.
I. Péter a következő évben (1367-ben) angol segítséggel, a Navarrai Királyságon keresztül, bírva II. Károly (1332–1387) király támogatását, vissza is tért Kasztíliába. 1367. április 3-án, a második nájerai csatában, a Fekete Herceg és I. Péter vezette zsoldosok diadalmaskodtak II. Henrik felett; maga du Guesclin is az angolok fogságába esett, de később – váltságdíj ellenében – kiszabadult. (I. Péter nem csak az első nájerai csatában, hanem a másodikban is győzött.) A vesztes ütközet után II. Henrik harmadszor is Franciaországba menekült. I. Péter, a II. Henrik hívei elleni megtorlások során, mások mellett, kivégeztette a fogságába esett Egidio Boccanegrát, az előző évi „kalóztámadás” kivitelezőjét. II. Henrik öccsét, Sanchót (1342–1374), Alburquerque grófját, aki szintén fogságba esett, megkímélte.
I. Péter nem fizette ki a megállapodás szerinti zsoldot, az angol katonák erőszakoskodtak a helyiekkel, végül a Fekete Herceg a seregével – még 1367-ben, ősszel – kivonult Kasztíliából.
II. Henrik továbbra is bírta a Valois-házbeli, jeles francia királynak, V. Károlynak (1337–1380) és V. Orbán (1310–1370) pápának a támogatását; a klérus egyre nagyobb része elfordult I. Pétertől. II. Henrik és du Guesclin, új sereg élén, 1368-ban, visszatértek Kasztíliába, és mind a nemességnek, mind a városoknak, valamint a papságnak egyre nagyobb része melléjük állt; csatlakozott Henrikhez az öccse, Tello is.
A következő év tavaszán, 1369. március 14-én, II. Henrik és du Guesclin, Montiel mellett, döntő győzelmet arattak I. Péter felett, aki a várba menekült. Pár nappal a vesztes csata után, I. Péter éjszaka, titokban, el akarta hagyni a várat, azonban fogságba esett, és du Guesclinhez kísérték. Megjelent II. Henrik, szóváltás alakult ki a két király között, és II. Henrik leszúrta I. Pétert. II. Henrik ezzel végleg megszerezte Kasztília (és León) trónját, bekövetkezett a dinasztiaváltás, az Ivreai-Burgundiai házat a Trastámara-ház váltotta fel. Véget ért az első kasztíliai polgárháború, és az I. Péter kezdte kasztíliai–aragóniai háború is.

## Gyermekei
Bourbon Blankától nem született gyermeke.
María de Padillától született gyermekei:
- Beatrix (1353–1369).
- Konstancia (1354–1394). Az ő férje a Plantagenêt-házból származó John of Gaunt (1340–1399),  Lancaster  hercege (akinek a második felesége volt); III. Eduárd (1312–1377) angol királynak a fia, a  Fekete Hercegnek az öccse. A lányuk, Lancasteri Katalin (1372–1418) hercegnő III. Henrik (1379–1406) kasztíliai és leóni királynak – I. János (1356–1390) kasztíliai és leóni király fiának, II. Henrik király unokájának – a felesége lett. Így a Trastámara-házból származó, későbbi kasztíliai (és leóni) királyok, apai ágon II. Henrik, anyai ágon I. Péter leszármazottai.
- Izabella (1355–1392). Az ő férje Edmund of Langley (1341–1402), York hercege (akinek az első felesége lett), a Fekete Hercegnek és John of Gauntnak az öccse.
- Alfonz (1359–1362).

Juana de Castrótól született gyermeke:
- János (1355–1405). Őt Kasztíliai János néven említik a források, az utódait is a Kasztíliai családi névvel jelölve.

Blankát, Máriát és Johannát a forrásokban, egyaránt, I. Péter feleségeinek tekintik.
I. Péternek olyan házasságon kívüli kapcsolatai is voltak, amelyekből gyermekek származtak:
María González de Hinestrosától (?–?):
- Ferdinánd (?–?).

Teresa de Ayalától (?–?):
- Mária (?–?).

Isabel de Sandovaltól (?–?):
- Sancho (1363–1370).
- Jakab (Diego) (?–1434 után).[23]

## Emlékezete
- Emlékét őrzi Móra Ferenc Pedro el Cruel című elbeszélése (megjelent a Túl a Palánkon című kötetben).